# La oscura historia de la prima Montse
La oscura historia de la prima Montse es una película de cine española dirigida por Jordi Cadena.

## Argumento
Constituye una especie de reflexión que hace un joven Ovidi Montllor acerca de las deficiencias propias de la forma de vida de la burguesía catalana cuando se entrevista -y hace el amor- con una lejana pariente, a la que cuenta el caso de la prima Montse: una asistente social que acaba enamorándose de un delincuente, lo que provoca un escándalo en su familia.

### Comentarios
Una película muy característica de la época en la que España iniciaba su andadura democrática. Hay referencias de tipo político en algún diálogo, citándose a partidos políticos hoy día desaparecidos, como UCD.
Está basada en la novela del mismo título escrita por Juan Marsé.
- Datos: Q5967691